# 平田裕香
平田 裕香（ひらた ゆか、1983年9月15日 - ）は、日本の女優、タレント、声優、グラビアアイドルである。
北海道夕張郡栗山町出身、過去の所属はオフィスニグンニイバ。アクロス エンタテインメント（業務提携）所属。

## 来歴
1983年9月15日に札幌市の病院で誕生。小学4年生の時（1993年）に夕張郡栗山町に転居し、中学時代まで過ごした。栗山町が実家の所在地であることから、公式プロフィールでは同町を出身地とし雑誌などでは「北海道夕張郡出身」と表記されることが多い。初めてオーディションを受けたのは中学2年生の時。1998年、ミュージカルのピーターパンのオーディションで最終選考まで残ったが、落選してしまった。この直ぐ後、同年のジャパン・アーチスト・オフィス「第32回新人プレゼンテーション」を契機に芸能界入りした。
1999年、「第10回 YJ全国女子高生制服コレクション」にノミネートされた。2003年3月、東京都立代々木高等学校卒業。2007年には『獣拳戦隊ゲキレンジャー』に「臨獣カメレオン拳のメレ」役で出演し、注目を集めた。2013年1月28日、自身のブログで「月日を重ね、年を重ね、考えることはたくさんありました。やりたいことも増えました。やれないジレンマもありました。事務所と何度も話し合いを重ね、たくさん心配をかけたりもしましたが、前に進むための背中を押してもらい、こうして、皆さんへのご報告の形となりました」と書込み、オフィスニグンニイバを退社したことを発表。2014年4月3日から、声の仕事のみアクロス エンタテインメントと業務提携をしている。
2017年、小学館の漫画サイト「サンデーうぇぶり」にて連載のアイドルをテーマとしたこじまたけしの漫画『栃ノ木のどかのアイドル日常』に、「海道いちご」名義で原案協力として参加。その中で、日本一のアイドルを目指して上京した女子高生・栃ノ木のどかのモデルにされている。あだち充が彼女の由来などを考えてそのペンネームを名付けた。2022年には約14年ぶりに、『週刊プレイボーイ』にてグラビアアイドルとして復帰し、同年12月5日、集英社のデジタルコンテンツを対象にした「グラジャパ!アワード2022」でカムバック賞を受賞した。

## 人物
- 趣味：手芸[1]、読書[1][2]、写真撮影[1]、音楽鑑賞[2]、散歩[2]。
- 特技：スキー、リコーダー[12]、バスケットボール[1]（小学生時代から中学生時代まで部活はバスケットボール部）[5]。
- 名前の由来は、姉と同じ「香」の字を含み、かつ画数も良いから[5]。
- ずっと胸が大きいことを嫌っている[5]。
- 近視のため、眼鏡かコンタクトレンズを使用。奥二重である[5][13]。
- 1960年代、1970年代の歌謡曲、グループ・サウンズなど懐メロが好きなである[13]。
- 猫が好き[13][14]。

## エピソード
プライベート、交友関係など
- 『HeartBeat』の共演者の金田美香は高校の同級生にして親友。「裕香っち」「美香っち」と呼び合う[15]。
- 佐藤寛子と仲が良く[16]、暇な時に2人で遊びに行ったり飲みに行ったりしている[16]。
- 寺崎裕香[17]やもたい陽子[18]や斉藤貴美子[19]や平瀬美紀や瑛蓮などと仲も良い。
- 毎年クリスマスは「暇」とブログに記載することが多かったが、2006年は誘いが多数来た[20]。
- 『新世紀エヴァンゲリオン』のファン[21]。
- 漫画家のあずまきよひこと親交があり、あずまの作品『よつばと!』の主要登場人物（綾瀬風香）のモデルにされている[22]。
- 漫画家のあだち充と親交もあり[23]、彼を「東京の第二の父」として考える[要出典]。

仕事に関するエピソードなど
- 大竹しのぶの出演する2時間ドラマや、祖父母の家で子供ミュージカルを観て大泣きしたのをきっかけに、本格的な女優を志す[5]。
- 雑誌企画の『30分回転寿司大食い対決』で『HeartBeat』共演者の奈良沙緒理に敗北したものの、その後アイスクリームを3つ食べた[24]。
- 『ゲキレンジャー』のお披露目イベントで、悪役としてどうリアクションして良いのか解らず悩んだ。結局キャラクターの雰囲気を壊さない範囲で頷いたり微笑んだりすることにして、何を言われても「ありがとう」と言おうと思ったという[25]。
- 『ゲキレンジャー』・バエ役の声優が、大ファンである『新世紀エヴァンゲリオン』・渚カヲル役の石田彰なので、本人の前では興奮して緊張のあまり挙動不審になったという[21]。
- 声優としては『NISSAN あ、安部礼司〜BEYOND THE AVERAGE』の姫川皐月役で有名になる。当初は姫川役のみだったが、演技力を買われ、脇役も多数演じている[26]。2012年ごろからは共演者の無茶ぶりによるアドリブも多用している[26]。
- 2013年12月22日、『NISSAN あ、安部礼司〜BEYOND THE AVERAGE』放送400回突破記念大感謝祭「あべコン」に「8時間ぶっ通しの公開生ラジオドラマ (The Longest Radio Play)」の挑戦に一役買い、「世界で一番長い生ラジオドラマ」のギネス世界記録を達成した[27]。
- 2014年10月31日、『NISSAN あ、安部礼司〜BEYOND THE AVERAGE』チーム安部礼司の青森出張 in 三内丸山遺跡 で2,500人ものリスナーを集め、現在世界遺産登録を目指す「北海道・北東北の縄文遺跡群」のPR活動に番組が寄与したことも評価され、姫川皐月ら主要登場人物5名が青森県知事の三村申吾から無期限の「あおもり名誉縄文人」を任命された[28]。
- 初めての主演ショートフィルム『なめくじ劇場 THE MOVIE 2015「君の瞳に恋してる」』（イッキ 監督）が以下の各賞を受賞。
  - 2015年9月21日、第8回したまちコメディ映画祭in台東の「したまちコメディ大賞2015」で「グランプリ賞」と「観客賞」を受賞[29]。
  - 10月24日の第1回神保町映画祭で「準グランプリ賞」を受賞[30]。
  - 11月14日の第29回TOKYO月イチ映画祭で「グランプリ賞」を受賞[31]。11月21日の西東京市民映画祭2015第14回自主制作映画コンペティションで「西東京市長賞（作品賞）」を受賞[32]。
  - 2016年2月28日、第6回ポレポレ映画祭2016ショートムービー部門で「優秀賞」を受賞。

## 出演
主演は太字の役名にて示す。

### テレビドラマ
1999年
- ヤマダ一家の辛抱（10月・TBS系） - 生徒 役
- 怒る男・わらう女（第10・11・12話）（12月1、8、15日・NHK総合） - 吉田知子 役

2000年
- バーチャルガール（第4話）（2月5日・日本テレビ系） - 葉山真理子 役
- 大地の産声が聞こえる・15才いちご薄書（カネボウヒューマンスペシャル第20作）（2月8日・日本テレビ系） - 生徒 役
- 六番目の小夜子（ドラマ愛の詩シリーズ）（4月・NHK教育テレビ系） - 平林塔子 役
- フードファイト（7月・日本テレビ系） - 浅倉かすみ 役
- ミッドナイト・ラン （らぶ・ちゃっと・Chat.13）（8月7日・フジテレビ系） - エリ 役
- HeartBeat（10月・TX系） - 橘渚 役

2001年
- 明日があるさ（4月・日本テレビ系） - 上室多恵 役
- フードファイト・香港死闘編（4月1日・日本テレビ系） - 浅倉かすみ 役
- フードファイト・深夜特急死闘編（9月29日・日本テレビ系） - 浅倉かすみ 役

2002年
- 明日があるさ （スペシャル）（1月12日・日本テレビ系） - 上室多恵 役

2003年
- 帰ってきたロッカーのハナコさん（第9・10・12・16・20話）（10月20、21、23、30日、11月6日・NHK） - 新人秘書 役

2004年
- 御宿かわせみ（第二章・第15話）（7月16日・NHK） - おとみ 役

2006年
- 白夜行 （第8話・11話）（3月2、23日・TBS系） - 桐原亮司の直属部下 (OL) 役
- 妻の秘密・夫の不貞・姑の見栄（3月14日・日本テレビ系DRAMA COMPLEX） - 園田百合 役
- 地獄少女（第3・9話）（11月18日、1月6日・日本テレビ関東ローカル） - 由香（第3話）、女子高生（第9話）役

2007年
- 獣拳戦隊ゲキレンジャー（2007年2月18日 - 2008年2月10日・テレビ朝日） - メレ 役

2010年
- 853〜刑事・加茂伸之介（第1・2話）（1月14、21日・テレビ朝日） - サチコ 役
- 曲げられない女（第7話）（2月24日・日本テレビ系） - 相談者（子供の捨てる母） 役
- 警視庁取調官 落としの金七事件簿（5月29日・テレビ朝日） - 小山賀奈男の娘 役
- 仮面ライダーW（第45・46話）（8月1、8日・テレビ朝日） - 轟響子 役
- スーパー戦隊VSシリーズ劇場
  - 「BATTLE-28 獣拳戦隊ゲキレンジャーVSボウケンジャー（前編)【2008年作品】」（12月19日・テレビ朝日） - メレ 役
  - 「BATTLE-FINAL 獣拳戦隊ゲキレンジャーVSボウケンジャー（後編)【2008年作品】」（12月26日・テレビ朝日） - メレ 役

2012年
- 梅ちゃん先生（第31・32・38話）（NHK朝の連続テレビ小説）（5月7、8、15日・NHK） - 女性事務員 役

2013年
- 非公認戦隊アキバレンジャーシーズン痛（第10・11痛）（6月7、14日・BS朝日） - 平田看護師 役

### テレビ番組 / バラエティ番組
2000年
- とんねるずの生でダラダラいかせて（7月5日・日本テレビ系）

2001年
- THE 夜もヒッパレ（7月21日・日本テレビ系）
- O-daiba.com（11月19日・フジテレビ系）

2002年
- ドライブ A GO GO!（4月、12月・TX系）
- シナモン（6月、11月・TX系）
- りえくらぶTV（第7回）(371ch)（7月・スカパー!）
- 踊る!さんま御殿!!（12月・日本テレビ系）

2004年
- シナモン（6月26日、11月13日・TX系）

2005年
- ドライブ A GO GO!（7月3日・TX系）
- 所さん＆おすぎの偉大なるトホホ人物伝（8月5日・TX系）

2006年
- 全力坂（9月14、19、25日・テレビ朝日）（関東ローカル）
- 夢の扉 〜NEXT DOOR〜（ドリームナビゲーター）（10月・TBS系）

2010年
- CONTACT CAFE C（10月・メ〜テレ）

2011年
- 戦国乙女〜桃色パラドックス〜「乙女初合戦」（4月23日・テレビ東京）
- 戦国乙女歌謡祭〜第14話 !?「宴会乙女」〜（8月14日・戦国乙女歌謡祭事務局）

### 映画
2001年
- 悪魔が棲む家2001（エピソード1）（5月12日・パル企画） - 本山早苗 役

2002年
- 明日があるさ THE MOVIE（10月5日・東宝） - 上室多恵 役

2003年
- ファイト☆ガールズ（10月25日） - タバサ 役

2005年
- 英語の女（ひと）（9月1日） - 宮下洋子（ヨーコ） 役

2007年
- 電影版 獣拳戦隊ゲキレンジャー ネイネイ!ホウホウ!香港大決戦（8月4日・東映） - メレ 役

2009年
- 劇場版 炎神戦隊ゴーオンジャーVSゲキレンジャー（1月24日・東映） - メレ / 獣人メレ 役

2010年
- Wonderful World（6月20日・株式会社エバーグリーンプロジェクト） - 田中晶子 役
- 踊る大捜査線 THE MOVIE3 ヤツらを解放せよ!（7月3日・東宝） - 大岡（湾岸署交通課） 役

2014年
- 俺たち賞金稼ぎ団（5月10日・東映） - 米良麗子 役

2015年
- なめくじ劇場 THE MOVIE 2015「君の瞳に恋してる」（ショートフィルム）（7月19日・なめくじ劇場） - リエ 役

2016年
- 劇場版 仮面ライダーゴースト 100の眼魂とゴースト運命の瞬間（8月6日・東映） - 卑弥呼 役

2021年
- 秘密の花園（3月13日・Zu々） - 妄想の女学生、食堂のおばさん 役

### 舞台
2006年
- HOTROAD★TRAIN Vol.3「デビルマン 〜不動を待ちながら〜」（2月9 - 14日・アイピット目白）（全8回＋追加公演2回） - 牧村美樹 役

2008年
- FABRICA[11.0.1] 「LOST GARDEN」（9月13 - 23日・赤坂RED/THEATER）（全14回） - 橘愛理 役

2009年
- 渋谷ハチ公前 第4回本公演「咲かせつづける花」（5月18 - 24日・新宿シアターモリエール）（全10回） - さつき 役

2011年
- トライフルエンターテインメントプロデュース舞台「新宿バックストリート」（2月9 - 13日・全労済ホール スペース・ゼロ）（全8回） - 不知火みちる 役
- 時速246億 Vol.05「グレイトフルデッド」（7月26 - 31日・東京・赤坂レッドシアター、8月7日・名古屋・テレピアホール）（全10回） - 雨宮先輩、ミユキ、ティッシュ配りの女子 役
- アポロ5「4つの駒 -THE FOUR PIECES-」（9月3 - 8日・青山円形劇場）（全8回） - 女王・奈緒 役
- FAKE STAR 2nd Skit「ザ・ナード」（12月7 - 11日・東京・キンケロシアター、12月16 - 18日・大阪・in→dependent theatre 2nd）（全12回） - タンジー 役

2012年
- D'TOT 4th Act「FRAG -新撰組Bloodsucker Behind-」（5月23 - 27日・シアターサンモール（新宿御苑前））（全7回） - 明里 役
- トライフルエンターテインメントプロデュース舞台「双牙〜ソウガ〜」（10月4 - 9日・シアター1010（北千住））（全10回） - シズク、ユズハ 役
- Stylish shine!! PROJECT Vol.2『Re-miniscence』（10月31日 - 11月4日・池袋シアターグリーン BIG TREE THEATER）（全8回） - 凛子 役
- and Me produce number 8『ファミリー（仮）』（11月21 - 27日・下北沢OFF・OFFシアター）（全10回） - 東のぞ美 役
- トライフルエンターテインメントプロデュース舞台「吐息雪色」（12月19 - 24日・中野ザ・ポケット(中野)）（全8回） - 結城佳帆 役

2013年
- 疾駆猿本格始動公演『MIDNIGHT DREAM』〜機械城伝聞録〜（6月19 - 30日・新宿SPACE雑遊）（全14回） - ラジオ 役
- セロリの会「遠くに行くことは許されない」（7月25 - 28日・下北沢「劇」小劇場）（全7回） - 上原優 役
- 舞台版『心霊探偵八雲 いつわりの樹』（8月21 - 28日・青山円形劇場）（全11回＋追加公演1回） - 箕輪優子／小阪由香里 役
- So Creativeプロデュース第1回公演「ふと、立ち止まり、語り出す。」（10月10 - 14日・新宿シアターブラッツ）（全10回） - ミナミ 役
- トライフルエンターテインメントプロデュース舞台「双牙〜ソウガ〜零」（11月13 - 17日・シアター1010（北千住））（全8回） - シズク、ユズハ 役

2014年
- ニュースタイルプロダクション「私だって××してみたい！」（3月6 - 9日・ウッディシアター中目黒）（全6回） - ミナ 役
- トライフルエンターテインメントプロデュース舞台「双牙〜ソウガ〜」再演（4月9 - 16日・シアター1010（北千住））（全10回） - シズク、ユズハ 役
- 進戯団夢命クラシックス 十周年記念公演 「#16 Requiem」（6月18 - 22日・池袋シアターグリーン BIG TREE THEATER）（全9回） - 濃姫 役
- アロハプロジェクトACTシリーズ第1弾 2人朗読公演『GOSSIP』（7月4日・ステージカフェ下北沢亭）（全5回）

2015年
- トライフルエンターテインメントプロデュース舞台「十五少年漂流記」（8月20 - 24日・シアター1010（北千住））（全6回） - ケイト 役
- TOEI HERO NEXT ステージ 舞台「俺たち賞金稼ぎ団」（12月4 - 9日・シアター1010（北千住））（全10回） - 米良麗子（声の出演のみ）役
- トライフルエンターテインメントプロデュース舞台『魔王ロス症候群』（12月23 - 29日・シアターサンモール（新宿御苑前））（全10回＋追加公演1回） - リン 役

2016年
- 案山子堂 ／ 具合音芝居『彼女はそこに立っていた』『みじめ』（2本立て）（1月27 - 31日・下北沢小劇場B1）（全7回） - 湯口サキ 役
- 朗読劇「その日のまえに」「ヒア・カムズ・ザ・サン」（4月16 - 17日、23 - 24日・DMM VR THEATER）（全8回） - 和美 役
- IL COLORI. 第2回公演「さんさん」#ba5a95（6月29日 - 7月3日・SPACE梟門（新宿3丁目））（全8回） - 葉瑠 役
- ROCK MUSICAL BLEACH 〜もうひとつの地上〜（7月28日 - 8月7日・東京・AiiA 2.5 Theater Tokyo、8月24 - 28日・京都・京都劇場）（全23回） - 卯ノ花烈 役
- ことだま屋本舗EXステージ「クロボーズ」（11月27日・Yokohama O-SITE）（全2回） - 望月千代女 役

2017年
- 舞台「Yé -夜」（4月5 - 9日・東京芸術劇場シアターウエスト）（全7回） - 薔薇（チアンウェイ） 役
- ピウス企画『トレーディングライフ』（7月12 - 17日・池袋シアターグリーン BIG TREE THEATER）（全10回） - 桧垣希帆 役
- Solo×Solo「大人、あるいは大人になりきれない人のためのコント」（9月9 - 11日・ステージカフェ下北沢亭）（全5回） - ジャガ﨑先生、荻野ムツミ、ミハル 役
- ぽわわわわん さんこめ「これっくらいのおべんとばこにいろんな短編ぎゅっとつめて」（10月12 - 15日・ギャラリー・カーサタナ（自由が丘））（全6回） - 母、主婦、ナレーション、女、少女、カナコ、女 2、レイコ、シキタニ 役
- 舞台「文豪ストレイドッグス」（12月22 - 24日・横浜・KAAT神奈川芸術劇場ホール、2018年1月12 - 13日・大阪・森ノ宮ピロティホール、2018年1月31日 - 2月4日・東京・AiiA 2.5 Theater Tokyo）（全17回） - 樋口一葉 役

2018年
- キ上の空論 #8「おかえりのないまち。色のない」（3月10 - 18日・吉祥寺シアター）（全11回） - 梅田 役
- 舞台『閉店拒否！～俺たちは帰らない～』（3月14 - 21日・シアターサンモール（新宿御苑前））（全12回＋追加公演（公開ゲネプロ）1回） - リリカ教官（声の出演のみ）役
- IL COLORI. 第3回公演「蛙の結婚」#9ACD32（6月20 - 24日・アトリエ第Q藝術）（全9回） - 春田志帆 役
- DMF / ENG提携公演 vol.4『メイカ   魔女と幕末の英雄』（8月29日 - 9月2日・シアターサンモール（新宿御苑前））（全7回） - 野村望東尼、魔女モルティシア 役
- キ上の空論 #9「みどり色の水泡にキス」（10月17 - 24日・あうるすぽっと）（全11回） - マリア 役
- 体内活劇「はたらく細胞」（11月16 - 25日・シアター1010（北千住））（全14回） - マクロファージ 役

2019年
- 舞台「幽☆遊☆白書」（8月28日 - 9月2日・東京・シアター1010、9月4 - 8日・大阪・森ノ宮ピロティホール、9月10 - 13日・福岡・ももちパレス、9月20 - 22日・愛知・一宮市民会館）（全15回） - ぼたん 役
- ぽわわわわん よんこめ「おつかいリスト たまご、牛乳、短編8こ」（11月15 - 17日・せんがわ劇場）（全4回） -  松原、生徒C 役

2020年
- 舞台「幽☆遊☆白書」其の弐（12月5 - 15日・東京・品川プリンスホテル ステラボール、12月20日・大阪・COOL JAPAN PARK OSAKA WWホール、12月23 - 30日・京都・京都劇場）（全29回） - ぼたん 役

2021年
- 舞台「紅葉鬼」～童子奇譚～（1月8 - 14日・日本青年館ホール）（全11回） - （声の出演のみ）役
- 舞台「怪盗探偵山猫 the Stage」（1月21 - 31日・ヒューリックホール東京）（全15回） - 里佳子 役
- ぽわわわわん ごこめ「ポケットのなかには短編がいくつ」（10月23 - 25日・せんがわ劇場）（全5回） - ヤンキーC、女、後輩、結月、しずく、ナレーション 役

2022年
- 舞台「怪盗探偵山猫 the Stage～船上の狂想曲～」（1月20 - 30日・大手町三井ホール）（全14回） - 里佳子 役
- 舞台「カタシロRebuild 侵蝕」（2月4 - 13日・ディズム）（全16回） - アユム 役
- トライフルエンターテインメントプロデュース舞台「オブリビオの翼」（9月23 - 25日・大阪・COOL JAPAN PARK OSAKA TTホール、10月4 - 8日・シアター1010（北千住））（全12回） - （声の出演のみ）役

2023年
- 舞台『異説・狂人日記』（7月12 - 16日・CBGKシブゲキ!!）（全8回） - 三谷さん、女2、奥方 役
- T-gene stage「消された声」（10月4 - 9日・すみだパークシアター倉）（全8回） - 佐々木ユウナ 役
- 舞台「けものフレンズ」（10月20日 - 31日・品川プリンスホテル クラブeX）（全13回） - オオタカ 役
- 舞台『ロールシャッハシンドローム』（11月22 - 26日・新宿シアターモリエール）（全7回） -  役

2024年
- Classic Movie Reading Vol.2「風と共に去りぬ」（2月2 - 4日・アイマショウ）（全6回） - メラニー・ハミルトン 役
- T-gene stage「図ったん×ひょったん the STAGE」（6月26 - 30日・すみだパークシアター倉）（全9回） -  役
- 舞台『Episode 犬紀村 ~MOMOTARO~』（10月23 - 27日・六行会ホール）（全9回） - ソラ 役
- ぽわわわわん ろっこめ「あるひ森のなか短編にであった」（11月3 - 5日・せんがわ劇場）（全5回） -  役

2025年
- Classic Movie Reading Vol.4「東京物語」（2月5 - 9日・三越劇場）（全10回） - 平山文子 役
- 舞台『異説・狂人日記』再演（7月3 - 13日・三越劇場）（全14回） - 役
- Zu々 10周年記念公演第二弾「ダイアナ～それぞれのダイアナ～」（9月2 - 15日・横浜赤レンガ倉庫1号館３Fホール）（全25回） - 柳田翔子 役
- LLVリーディングシリーズ Vol.2 朗読劇「ランチのアッコちゃん」（10月1 - 5日・テアトルBONBON）（全8回） - 黒川敦子 役
- ヨビゴエ 番外公演『千一夜の物語』（11月8 - 16日・恵比寿・エコー劇場）（全回） - 役

未定 / 中止
- スライディングドアプランニングス 第3回公演「」（未定・R'sアートコート（労音大久保会館））（全回） - 役
- ぽわわわわん さんこめ「よんとにぶんのいっこめ」（9月20日【中止】・吉祥寺 Star Pine's Cafe）（全回） - 役

### アニメ / OVA / モーションコミック
2008年
- 屍姫 赫（10月・UHFアニメ） - 瑠翁水薙生 役

2009年
- はじめの一歩 New Challenger（1月・日本テレビ系） - 間柴久美 役
- クロスゲーム（4月・TX系） - 志堂理沙 役
- リング・オブ・ガンダム（8月21日・ロボット） - ユリア 役

2011年
- 戦国乙女〜桃色パラドックス〜（4月・TX系） - 伊達マサムネ（伊達先生） 役 （戦国乙女8人衆で関連したイベントに参加していた）

2013年
- ノ・ゾ・キ・ア・ナ（リバプール、東宝） - 寺門巻子 役 （特別出演）
- おかず学園（モーションコミック）（11月26日・エスビー食品） - ラーメンつる子 役

2014年
- それでも町は廻っている（モーションコミック）（1月・Manga2.5） - 亀井堂静 役

2015年
- 遊☆戯☆王ARC-V（5月・テレビ東京） - メリッサ・クレール 役

2019年
- MIX（4月・日本テレビ系） - ヨシコ、水着女子B 役

### 吹き替え
2015年
- ザ・フォロイング3 -最終決戦-（12月・WOWOWプライム） - イライザ 役（アネット・マヘンドルー）

2016年
- リーサル・ウェポン（11月・AXN） - ミランダ・リッグス 役（フロリアナ・リマ）

2017年
- シェフのテーブル3（ドキュメンタリー）（5月・Netflix） - ボイスオーバー・ビア・マルティネス 役
- ハリエットのスパイ大作戦（6月・Netflix） - グレタ・ガルボ 役
- マインドハンター（シーズン1）（10月・Netflix）

2018年
- もしもネズミにクッキーをあげると（全2シーズン）（2月・アマゾンプライム） - レオ 役
- レジェンド・オブ・トゥモロー（シーズン3 - 5）（10月・ワーナー ブラザース ジャパン） - ザリ・アドリアナ・トマズ / アイシス 役（タラ・アッシュ）

2020年
- 王への手紙（シーズン1）（3月・Netflix） - ティウリの母 役
- トロールズ ミュージック★パワー（10月） - サテン、シェニール 役

2021年
- Your Honor/追い詰められた判事（3月・U-NEXT）
- Lupin/ルパン（4月・Netflix） - ジュリエット・ペレグリーニ 役（クロティルド・エスム）
- ジェントルメン（5月・ミラマックス） - ロザリンド・ピアソン 役（ミシェル・ドッカリー）
- NYガールズ・ダイアリー 大胆不敵な私たち（シーズン5）（7月・Hulu）
- DCスーパーヒーロー・ガールズ（第50話）（7月・Netflix）
- 真相 - Truth Be Told（シーズン2）（8月・Apple TV+） - アイビー・アボット 役（アロナ・タル）
- キャッシュトラック（10月） - デイナ・カーティス 役（ニアム・アルガー）
- マラドーナ ～夢をつかんだ神の子～（10月・アマゾンプライム） - クリスチアーナ・シナグラ 役
- ハロウィン KILLS（10月・アマゾンプライム） - リンジー・ウォレス 役（カイル・リチャーズ）

2022年
- アフターパーティー（1月・Apple TV+） - ゾーイ 役
- アンナラスマナラ -魔法の旋律-（5月・Netflix）
- ジュラシック・ワールド/新たなる支配者（7月） - シャーロット・ロックウッド 役
- ひまわり（8月・テレビ大阪） - マーシャ 役（リュドミラ・サベーリエワ）
- サンドマン（8月・Netflix） - 乙女・シンシア 役
- ヴィラで始まる恋（9月・Netflix）

2023年
- アーマードサウルス（4月・Tokyo MX、アマゾンプライム）
- 獅子少年/ライオン少年（5月・ギャガ） - チュンの母 役
- ハロウィン THE END（6月・アマゾンプライム） - リンジー・ウォレス 役（カイル・リチャーズ）
- グッド・オーメンズ（シーズン2、第3話）（7月・アマゾンプライム） - エルスペス 役
- ウーマン・キング 無敵の女戦士たち（9月・ソニー・ピクチャーズ） - シャンテ 役（ジェイミー・ローソン）
- モナーク: レガシー・オブ・モンスターズ（11月・Apple TV+） - バーンズ博士 役

2024年
- ブラザーズ・サン（1月・Netflix） - メイ 役
- コンステレーション（2月・Apple TV+） - オードリー 役
- ねこのガーフィールド（8月）

2025年
- JAWAN/ジャワーン（5月） - アイシュワリヤ 役（ディーピカー・パードゥコーン）

### ゲーム
2016年
- エラキス〜永遠の塔と騎士の物語〜（ロードオブダイス）（スマホアプリ）（6月16日、株式会社WeMade Online） - グレイル 役

### ラジオドラマ / ETC / 番組
2001年
- ジャングルパラダイス ジャンパラアイドルサークル（12月7日・FM-FUJI）

2005年
- 河童淵夜曲（FMシアター）（1月29日・NHK-FM） - 春山アズキ 役

2007年
- 歌え!ヤンヤンアイドル（7月11日、9月12日、10月31日（第3回目の登場よりレギュラー出演）・NBCラジオ佐賀） - ゲスト

2009年
- NISSAN あ、安部礼司〜BEYOND THE AVERAGE（4月5日 - ・TOKYO FM） - 姫川皐月（シーズン4よりレギュラー、脇役でも多数出演）、重山織姫（2019年7月7日のみ）、物尻子（2021年7月4日から） 役

2011年
- PTA 広報委員長の渡辺です（FMシアター）（4月2日・NHK-FM）
- 小袖日記（青春アドベンチャー）（全10回）（4月4 - 8日、11 - 15日・NHK-FM） - 白鷺 役
- 三匹のおっさん（青春アドベンチャー）（全10回）（第7・8回目のみ出演）（12月6、7日・NHK-FM） - 富永潤子 役
- さよなら、コロポックル（FMシアター）（12月10日・NHK-FM）

2012年
- 温もりの値段（FMシアター）（4月21日・NHK-FM）
- 〜灼熱☆ドラゴンボーイズ〜（ダイノジ × シベリアンスカンク連続コラボレーションドラマ）（8月7、14、21、28日・JFN系列） - 南 役
- やけっぱちのマリア（青春アドベンチャー）（全10回）（12月10 - 14日、17 - 21日・NHK-FM） - 雪杉みどり 役

2013年
- River Side Cafe（リバーサイド・カフェ）（6月29日、7月6日 - 2014年3月29日・TOKYO FM） - 野々宮咲 役
- 感涙！よみがえりマイスター（11月21日・NHK BSプレミアム） - ナレーション

2014年
- ミュージックライン（3月31日 - 2015年3月26日・NHK-FM） - パーソナリティ
- あいあるあした（FMシアター）（6月7日・NHK-FM） - すみ江 役

2015年
- スタープレイヤー（青春アドベンチャー）（全10回）（第7回目のみ出演）（6月9日・NHK-FM） - シンシア 役
- HOLIDAY MUSIC LAB. 〜夏オト 祭り〜（7月20日・TOKYO FM） - ゲスト

2016年
- 小袖日記（再）（青春アドベンチャー）（全10回）（6月13 - 17日、20 - 24日・NHK-FM） - 紫式部 役
- 誰が為にラジオは流る（FMシアター）（全1回）（9月10日・NHK-FM） - 照井春香 役

2017年
- 「NISSAN あ、安部礼司〜BEYOND THE AVERAGE」傑作選（7月2日 - 2018年3月25日・TS ONE） - ナビゲーター

2018年
- 東映公認 鈴村健一・神谷浩史の仮面ラジレンジャー（第301回）（7月6日・文化放送） - ゲスト

2019年
- 悲しいくらいの幸運を（FMシアター）（全1回）（6月29日・NHK-FM） - 菅原舞 役

2021年
- 部長、僕ほめられて伸びるタイプなんです。（ピカピカライブ × アクロスエンタテインメントのオリジナルボイスドラマ）（全9回）（6月6日・ピカピカライブ） - 高田国彦の母（常盤ママ） 役
- 浮遊霊ブラジル（青春アドベンチャー）（全5回）（6月7 - 11日・NHK-FM）

2023年
- 僕ほめ～アナザーストーリーズ～（ピカピカライブ × アクロスエンタテインメントのオリジナルボイスドラマ）（全回）（7月23日・ピカピカライブ） - 高田国彦の母（常盤ママ） 役
- 夜に星を放つ（青春アドベンチャー）（全10回）（第3・4回目のみ出演）（7月31日 - 8月11日・NHK-FM）

2024年
- リニューアル（青春アドベンチャー）（全5回）（8月26 - 30日・NHK-FM） - 役

### Webドラマ
2009年
- Tokyo Prom Queen Season 2（2月） - 倉科麻衣子 役

2010年
- GIFT〜今夜、幸せの時間をお届けします。〜（2月・BeeTV） - 星山加奈子 役
- 世界の終わりに咲く花（9月・BeeTV）

2011年
- 「今夜@青デニ、婚活ノート」（第1・2話）（10月7日、11月4日・デニーズ（日本）） - 尚美の後輩 役

### Web番組 / ラジオ番組
2008年
- 平田裕香のひらじお（ぽけら）（全74回）（7月 - 2009年11月） - パーソナリティ

2011年
- 戦国乙女〜ラジオパラドックス〜（音泉：4月5日 - 9月20日） - パーソナリティ
- 戦国乙女〜ラジオパラドックス〜（〜ラジオパラドックス〜アキバ出張収録）（7月18日）（公演会場：Shibuya O-EAST）

2013年
- 寺崎と裕香いな仲間たち♪ on the Radio（8月13日・ソラトニワ原宿）

2015年
- 寺崎と裕香いな仲間たち♪ on the Radio（9月2日・ソラトニワ原宿）

2020年
- あしたのSHOW（9月8日・TOKYO MX）

2021年
- 楽屋deトーク！桑江咲菜のさっきーなRADIO（1月15日・FMコザ）

### テレビCM
2001年
- 日本マクドナルド（ウィークデースマイルキャンペーン・「横断幕を持って走る店員」篇、「今日は何日?」篇、「街の人々・ずーっと平日半額」篇）
- 日本マクドナルド（ビッグマック・「30周年ありがとうプライス・26日から・店員達」篇、「30周年ありがとうプライス・3月7日まで・急がなきゃ」篇、「30周年ありがとうプライス・23日まで 」篇、「30周年ありがとうプライス・7日から・店員達」篇、「30周年ありがとうプライス・20日まで」篇、「30周年ありがとうプライス・5日から・店員達」篇、「30周年ありがとうプライス・18日まで・男女」篇）
- 不二家（ミニクロワッサンチョコレート Pico・「クロワッサンを作る人形・NEW・新発売」、「クロワッサンを作る人形・NEW」、「クロワッサンを作る人形・NEW・2商品」）

2004年
- 日本郵政公社（郵便貯金・「フレッシャーズこんな時」篇、「ゆうちょの給与預入」篇）
- コルムオンライン

2015年
- MIX (漫画) 7巻（「握りしめたボール」篇）（ナレーションのみ出演）
- 株式会社キャリアプランニング（キャプラ看護ナビ）

2016年
- MIX (漫画) 9巻（ナレーションのみ出演）

### ラジオCM
2015年
- XSOL太陽光発電（「ソーラーパネルに音をつけてみた」篇、「ソーラーパワーを音で表現してみた」篇） - ナレーター
- KIRIN「午後の紅茶」 - ナレーター
- MIX (漫画) 7巻（「握りしめたボール」篇） - ナレーション
- 久光製薬「フェイタス」 - ナレーター
- XSOL太陽光発電（「1931年のある会話」篇） - ナレーター

2016年
- ゆうパック - ナレーター
- MIX (漫画) 9巻 - ナレーション

2020年
- ローソン銀行（TOKYO FM 13時と14時の時報）

2022年
- らくらくスマートフォン（TOKYO FM / JFN系列38局のRCM時報）

## 書籍

### 雑誌
- ゲキレンジャースタートブック 演武開始（インタビューページ）（2007年2月13日・小学館）
- 獣拳戦隊ゲキレンジャー キャラクターブック 01 NiKiNiKi!（2007年6月10日・朝日ソノラマ）
- ゲキレンジャー パーフェクトファンブックPikaPika（2008年4月3日・朝日新聞社）
- 「スーパー戦隊」vs「メタルヒーロー」超解析！（インタビューページ）（2018年5月16日・宝島社）

### 写真集
- Flying（2001年7月17日、学習研究社、撮影：野下義光） ISBN 4-05-401436-4
- Hasta manana（2002年3月30日、ワニブックス、撮影：上野勇） ISBN 4-8470-2705-1
- 平田裕香写真集〈ミリオンムック Vol.1〉（2002年7月17日、大洋図書、撮影：西田幸樹） ISBN 4-8130-0673-6
- REBIRTH（2002年12月12日、学習研究社、撮影：木村晴） ISBN 4-05-401851-3
- 平田裕香〈AC MOOK〉（2003年7月29日、アスコム、撮影：根本好伸） ISBN 4-7762-0090-2
- 平田裕香写真集〈sabra DVD MOOK Determination〉（2009年8月11日、小学館、撮影：西田幸樹） ISBN 978-4-09-103076-4

### デジタル写真集
- KENAGE（2022年3月19日、集英社、撮影：西田幸樹）

## ディスコグラフィ

### シングル
| #   | 発売日        | タイトル         | 規格   | 規格品番     | オリコン 最高位 |
| --- | ------------- | ---------------- | ------ | ------------ | --------------- |
| 1st | 2008年4月23日 | 恋のダイヤル6700 | CD+DVD | GYZL-10028/9 | 114位           |

### キャラクターソング
| 発売日         | 商品名                                                     | 歌 | 楽曲                                       | 備考                                                                      |
| -------------- | ---------------------------------------------------------- | --- | ------------------------------------------ | ------------------------------------------------------------------------- |
| 2007年12月19日 | 獣拳戦隊ゲキレンジャー キャラクターソングアルバム          | メレ（平田裕香）                                                                                           | 「ちぎれた羽根」                           | テレビドラマ『獣拳戦隊ゲキレンジャー』関連曲                              |
| 2011年5月18日  | SENGOKU GROOVE                                             | 豊臣ヒデヨシ（日高里菜）、織田ノブナガ（豊口めぐみ）、明智ミツヒデ（喜多村英梨）、伊達マサムネ（平田裕香） | 「SENGOKU GROOVE」                         | テレビアニメ『戦国乙女〜桃色パラドックス〜』関連曲                        |
| 2011年6月15日  | 戦国乙女❤️宴たけなわ                                       | 明智ミツヒデ（喜多村英梨）、伊達マサムネ（平田裕香）                                                       | 「うらめし〜な せれな〜で」                | テレビアニメ『戦国乙女〜桃色パラドックス〜』関連曲                        |
| 2016年2月14日  | 日曜日に会おうよ〜Great Average Days～                     | TEAM 安部礼司                                                                                              | 「日曜日に会おうよ〜Great Average Days～」 | ラジオドラマ『NISSAN あ、安部礼司〜BEYOND THE AVERAGE』放送10年記念ソング |
| 2024年10月23日 | T-gene stage「Episode 犬紀村〜MOMOTARO〜」サウンドトラック | ソラ（平田裕香）                                                                                           | 「愛す人」                                 | 舞台『Episode 犬紀村 ~MOMOTARO~』挿入歌                                   |

## 作品

### ラジオCD
- 「戦国乙女〜ラジオパラドックス〜」ラジオCD『戦国乙女〜ラジオパラドックス〜』（2011年10月28日・タブリエ・コミュニケーションズ）

### イメージ DVD
- いっしょに行こうよ（2001年3月14日、東芝デジタルフロンティア）
- 週刊ヤングサンデーDVD「First Touch」（2002年6月27日、デジキューブ）
- DVD BOMB DC（director's cut）（2002年12月20日、学習研究社）
- YUKAism〈ヤングサンデー DVD PREMIUM〉（2004年5月11日、ポニーキャニオン）（VHSあり）
- また逢えたね（2006年7月28日、リバプール）[注 2]
- White canvas （2006年11月24日、リバプール）
- H （2007年4月27日、リバプール）
- MAI MALU!（2007年8月25日、リバプール）
- 太陽と月〜てぃだ・ちいちい〜（2008年1月25日、リバプール）
- 南国ふるーてぃ（2008年6月20日、フォーサイド・ドット・コム）
- A NEW HOPE〜新たなる願い〜（2008年9月26日、リバプール）
- clear（2009年1月30日、リバプール）
- よこがお（2009年9月25日、リバプール）
- 平田裕香のただしいみかた（2010年1月29日、リバプール）
- あなためぐり（2011年4月8日、竹書房）
- ふたりめぐり（2013年1月18日、イーネット・フロンティア）
- 週プレ50周年記念『週プレnet プレイバックス DVD 66分』（付録DVD[39]）（2016年10月31日・集英社）

### 出演 DVD
- HeartBeat Special mode（メイキング）（2001年2月25日・ハピネット）
- 全力坂 （2007年1月25日・ジェネオン エンタテインメント）
- 獣拳戦隊ゲキレンジャー（全12巻）（2007年8月3日 - 2008年7月21日・東映ビデオ）
- 獣拳戦隊ゲキレンジャーVSボウケンジャー（2008年3月14日・東映ビデオ） - メレ 役
- FABRICA[11.0.1] 「LOST GARDEN」（2009年2月27日・ポニーキャニオン）
- 「戦国乙女〜桃色パラドックス〜」第一 - 七巻（2011年7月6日 - 2012年1月6日・ポニーキャニオン）
- 「戦国乙女〜桃色パラドックス〜」戦国乙女歌謡祭 〜『宴会乙女』DVD〜（2011年11月2日・ローソン）
- 時速246億 Vol.05「グレイトフルデッド」（2011年11月30日・ティー ワイ エンタテインメント）
- トライフルエンターテインメントプロデュース舞台「新宿バックストリート」（2012年2月14日・トライフルエンターテインメント）
- ノ・ゾ・キ・ア・ナ オリジナルアニメDVD付き限定版コミックス第13巻（2013年2月28日・小学館・「ノ・ゾ・キ・ア・ナ」製作委員会）
- トライフルエンターテインメントプロデュース舞台「双牙〜ソウガ〜」（2013年4月1、3日・トライフルエンターテインメント）
- トライフルエンターテインメントプロデュース舞台「吐息雪色」（2013年6月・トライフルエンターテインメント）
- 舞台版『心霊探偵八雲 いつわりの樹』（2014年1月17日・ネルケプランニング）
- トライフルエンターテインメントプロデュース舞台「双牙〜ソウガ〜零〜」（2014年6月5日・トライフルエンターテインメント）
- 俺たち賞金稼ぎ団（2014年7月11日・東映ビデオ）
- トライフルエンターテインメントプロデュース舞台「十五少年漂流記」（2016年2月2日・トライフルエンターテインメント）
- 舞台「俺たち賞金稼ぎ団」（2016年3月23日・東映ビデオ）
- トライフルエンターテインメントプロデュース舞台「魔王ロス症候群」（2016年5月31日・トライフルエンターテインメント）
- ROCK MUSICAL BLEACH 〜もうひとつの地上〜（2016年11月23日・RMBLEACH製作委員会2016）
- 劇場版 仮面ライダーゴースト 100の眼魂とゴースト運命の瞬間（2017年1月18日・東映ビデオ）
- 舞台「文豪ストレイドッグス」（2018年6月27日・舞台「文豪ストレイドッグス」製作委員会）
- 宇宙戦隊キュウレンジャーVSスペース・スクワッド（2018年8月8日・東映ビデオ） - メレ 役[40]、通行人（エキストラ） 役
- 新スーパーヒロイン図鑑　スーパー戦隊2007-2011編 [ゲキレンジャー〜ゴーカイジャー]（2018年10月3日・東映ビデオ）
- DMF / ENG提携公演 vol.4『メイカ   魔女と幕末の英雄』（2019年2月15日・DMF / ENG）
- 体内活劇「はたらく細胞」（2019年3月27日・トライフルエンターテインメント）
- 舞台「幽☆遊☆白書」（2020年2月27日・舞台「幽☆遊☆白書」製作委員会）[41]
- 舞台「怪盗探偵山猫 the Stage」（2021年5月21日・「怪盗探偵山猫 the Stage」公演事務局）
- 舞台「幽☆遊☆白書」其の弐（2021年5月26日・舞台「幽☆遊☆白書」其の弐製作委員会）

## その他
2004年
- 「コルムオンライン」（12月1日 - 2013年3月27日・MMORPG） - イメージキャラクター担当

2006年
- 森山直太朗・12th Single 「恋しくて」（10月） - プロモーションビデオ出演

2009年
- ほぼ日刊イトイ新聞 - あのひとの本棚。（第25回）（3月2 - 6日） - インタビューゲスト

2011年
- 「NISSAN あ、安部礼司〜BEYOND THE AVERAGE」「湯沢町出張スペシャル」（2月20日・苗場プリンスホテル）
- 「戦国乙女〜桃色パラドックス〜」上映＆トークイベント『劇場乙女』開催決定！（10月14日・TOHOシネマズ六本木ヒルズ スクリーン2）
- 「MY FREEDOM 〜川本成 芸能生活20周年記念ライブ〜」（10月23日・原宿アストロホール）

2012年
- 「NISSAN あ、安部礼司〜BEYOND THE AVERAGE」放送300回突破記念大博覧会「あべ博」（2月5日・日産ギャラリー（横浜））

2013年
- 「NISSAN あ、安部礼司〜BEYOND THE AVERAGE」「あべフェス」2013（1月12 - 13日・日産ギャラリー（横浜））
- 「NISSAN あ、安部礼司〜BEYOND THE AVERAGE」「刈谷勇と姫川皐月の北海道出張」（1月27日・日産 札幌ギャラリー 1F）
- 「River Side Cafe（リバーサイド・カフェ）」（6月28日 - 2014年3月29日・TOKYO FM） - ビジュアルイメージ担当
- 「双牙〜ソウガ〜零」スペシャルイベント（11月20日・六本木EX シアター）
- 「NISSAN あ、安部礼司〜BEYOND THE AVERAGE」放送400回突破記念大感謝祭「あべコン」（12月22日・日産ギャラリー（横浜））

2014年
- 「ミュージックライン ウインタースペシャル 〜寒い冬！スタジオは熱気でムンムン！いまって冬でしたっけ？〜」（1月5日・NHK-FM） - アシスタント担当
- 『俺たち賞金稼ぎ団』 初日舞台挨拶（5月10日・T・ジョイ大泉シアター2）
- 「双牙〜ソウガ〜」体感型謎解きイベント（5月23 - 25日・全労済ホール スペース・ゼロ）
- 「NISSAN あ、安部礼司〜BEYOND THE AVERAGE」生フェス in 日本一アツい町・多治見（8月3日・多治見市文化会館）
- 「ミュージックラインスペシャル 〜今年の夏は初めての夏！みんなにとってどんな夏？って裕香、だったらみんなで暑がろう！〜」（8月23日・NHK-FM） - パーソナリティ担当
- 「NISSAN あ、安部礼司〜BEYOND THE AVERAGE」チーム安部礼司の青森出張 in 三内丸山遺跡（9月15日・三内丸山遺跡）
- 「NISSAN あ、安部礼司〜BEYOND THE AVERAGE」祝ふくしま FM 開局20周年！チーム安部礼司の福島出張 in ビッグパレットふくしま（10月13日・ビッグパレットふくしま 多目的展示ホールA）
- 「あおもり名誉縄文人」担当（10月31日から）
- 「フトちゃんケイちゃんごきげんナイト vol.4」（11月7日・新宿スモーキン・ブギ）
- 「NISSAN あ、安部礼司〜BEYOND THE AVERAGE」「あべキュン」安部礼司 9年目の99（12月21日・日産ギャラリー（横浜））

2015年
- 「ミュージックライン〜寒いったってどうこうなるわけじゃないじゃん？！だったら、あけおめってことで暖かさのアベレージをあげようよ〜！〜スペシャル」（1月10日・NHK-FM） - パーソナリティ担当
- 「NISSAN あ、安部礼司〜BEYOND THE AVERAGE」祝RADIO BERRY 開局20周年記念！チーム安部礼司の栃木出張 in 日光（3月14日・日光だいや川公園）
- 時速246億「春の桜まつり2015〜爆笑なりきり紅白歌合戦〜」（4月11日・新宿村LIVE）
- 「フトちゃんケイちゃんごきげんナイト vol.5」（7月4日・新宿スモーキン・ブギ）
- 「NISSAN あ、安部礼司〜BEYOND THE AVERAGE」チーム刈谷勇の宮城出張 in 仙台七夕まつり（8月8日・仙台七夕まつりおまつり広場（勾当台公園市民広場））
- TOKYO FM 開局45周年記念「NISSAN あ、安部礼司〜BEYOND THE AVERAGE」史上最大のワクワク大作戦 ABE-GIG in 日本武道館〜10年に1度の大家族会議〜（10月2日・日本武道館）
- 舞台「俺たち賞金稼ぎ団」アフタートーク（12月7 - 9日・シアター1010（北千住）） - シークレット司会担当

2016年
- 「NISSAN あ、安部礼司〜BEYOND THE AVERAGE」放送10周年記念ソング『日曜日に会おうよ』CD 先行販売会 & 公開生放送（1月10日・日産ギャラリー（横浜））
- 第9回したまちコメディ映画祭in台東 アバンタイトル（7月5日・なめくじ劇場）
- 『ACROSS FESTA!!8.322＋0.001 ANNIVERSARY』（アクロス朗読時代劇「新説・天守物語〜時代を超えた三夜連続の物語〜」 - 第一話：天守物語編）（7月23日・有楽町よみうりホール（東京都）） - オミナエシ 役
- 「NISSAN あ、安部礼司〜BEYOND THE AVERAGE」日本縦断！秋の出張ツアー2016（9月17日・大通スペシャルウィーク 特設ステージ（札幌））
- 「NISSAN あ、安部礼司〜BEYOND THE AVERAGE」チーム安部礼司の師走の大出張2016 in 桑名（12月18日・三井アウトレットパーク ジャズドリーム長島 サザンベルスクエア ステージ）

2017年
- 「NISSAN あ、安部礼司〜BEYOND THE AVERAGE」安部礼司フェスティバル 2017 〜飯野とサトミのウェディングパーティー〜（1月22日・日産ギャラリー（横浜））
- 舞台「森奈津子芸術劇場　第一幕〜パトス編〜≪前夜祭≫」トークイベント（7月28日・紀伊國屋ホール（新宿）） - ゲスト

2018年
- 「NISSAN あ、安部礼司〜BEYOND THE AVERAGE」安部礼司フェスティバル 2018 〜開局! FM AVERAGE!〜（1月28日・日産ギャラリー（横浜））
- 刀屋壱結成10周年企画第3弾 第7回殺陣イベント「界〜Kai〜」2部『服部兄妹の伊賀忍法帖 〜龍神復活編〜』（5月13日・中目黒トライ） - 服部花子 役
- 「ヴィランズナイト～13日の金曜日～」（7月13日・109シネマズ木場） - ゲスト
- Solo×Solo 2「大人、あるいは大人になりきれない人のためのコント」アフタートーク（9月24日・ステージカフェ下北沢亭） - ゲスト
- THE GREAT SATSUMANIAN HESTIVAL 2018（10月7日・桜島多目的広場、桜島溶岩グラウンド（与論ステージ））
- 「東映特撮ファン感謝祭2018」（第一部「東映特撮ファントーク」特別版『スーパー戦隊ヒロイントーク（仮）』）（10月27日・東京都内某所） - ゲスト
  - トライフルエンターテインメント忘年会トークイベント（12月25日・ドリームストア（新宿）） - ゲスト

2019年
- 「NISSAN あ、安部礼司〜BEYOND THE AVERAGE」あべ☆EXPO 2019（1月27日・日産ギャラリー（横浜））
- 「NISSAN あ、安部礼司〜BEYOND THE AVERAGE」チーム安部礼司の真夏の大出張2019 in 札幌ドーム（8月12日・札幌ドーム）
- 「NISSAN あ、安部礼司〜BEYOND THE AVERAGE」チーム安部礼司の秋の神田神保町から生放送やっちゃいまスペシャル！in 共立講堂（10月27日・共立講堂）
- 「伊瀬茉莉也トークショー in TUS 〜集まれ！マリヤマニア〜」（11月24日・東京理科大学葛飾キャンパス 講義棟101教室） - ゲスト
- 伊藤三巳華の『ポップオカルト Talk Live Jam vol.1』（12月16日・めぐろパーシモンホール 小ホール） - ゲスト

2020年
- MASHIKAKU CONTE LIVE vol.2「リンドバーグ」（1月5 - 9日・博品館劇場）（全8回）
- 「NISSAN あ、安部礼司〜BEYOND THE AVERAGE」安部礼司フェスティバル 2020 安部四輪（2月9日・日産ギャラリー（横浜））
- SeanNorth Live Theater Vol.1「always with you」（7月16日・TIAT Sky Hall）（全1回） - 人形、恋人、彼女の友人 役

2022年
- 新クトゥルフ神話TRPG『狂気山脈〜邪神の山嶺〜』（1月3日・ディズム） - 平田衣良 役
- 「NISSAN あ、安部礼司〜BEYOND THE AVERAGE」ABE Tube Average Online Festival 2022（1月9日）
- 『女勇-JOYU- project』寫眞展（2月23 - 27日・ギャラリー ルデコ（渋谷）） - モデル
- SeanNorth Live Theater Vol.1「always with you」（アンコール）（5月7日・TIAT Sky Hall）（全1回） - 人形、恋人、彼女の友人 役
- クトゥルフ神話TRPG『異説・狂人日記』（5月8日・文町） - フミ先生 役
- クトゥルフ神話TRPG『大正グロテスキズム』（5月13日・文町）
- 新クトゥルフ神話TRPG『冒涜都市Ｚ〜深碧の魔境〜』（7月16日・ディズム） - リュカ 役
- 新クトゥルフ神話TRPG『新世界より』（10月10日・まだら牛） - カノア 役
- 新クトゥルフ神話TRPG『カタシロ』（12月9日・ディズム）

2023年
- 「NISSAN あ、安部礼司〜BEYOND THE AVERAGE」オンラインフェスティバル ABE Tube 2023 〜未来のサラリーマン〜（1月8日）
- クトゥルフ神話TRPG『Good morning ALL』（3月5日・さけこ。） - うち 役
- エモクロアTRPG『隣人の隣人を愛せよ』（6月2日・すぎうらきりと）
- クトゥルフ神話TRPG『Es:ケープジャスミンの温室』（6月19日・さけこ。） - スピカ 役
- クトゥルフ神話TRPG『遭難者C EXTREME』（6月20日・文町） - 遭難者ひらだて 役
- クトゥルフ神話TRPG『籠が開かれたら』（6月24日・Runpa） - さっちゃん 役
- 新クトゥルフ神話TRPG『カタシロ』（11月30日・文町） -  役

2024年
- 新クトゥルフ神話TRPG『忘れじの理想郷』（1月7日・ディズム） - 門田京子 役
- エモクロアTRPG『ヲチミナ様』（1月21日・文町） - 三田愛 役
- 新クトゥルフ神話TRPG『帰らじの理想郷』（2月25日・ディズム） - 門田京子 役
- クトゥルフ神話TRPG『ここで長く生きて』（3月25日・ディズム） -  役
- エモクロアTRPG『羽化する可惜夜』（4月10日・七篠K） - 雨煙別 役
- 劇団チリ前夜祭『昼だけど前夜祭〜台本のない即興ショー〜』（8月24日・コトブキヤホール（立川））
- 劇団チリ即興ショーvol.2『台本のない初日』（11月24日・コトブキヤホール（立川））

2025年
- 新クトゥルフ神話TRPG『カタシロ』（7月31日・ディズム） -  役